# جورج لوك (أمين مكتبة)
جورج لوك هو أمين مكتبة كندي، ولد في 29 مارس 1870 في Beamsville, Ontario ‏ في كندا، وتوفي في 28 يناير 1937 في تورونتو في كندا.